# کوه وینچل
کوه وینچل (به انگلیسی: Mount Winchell) یک کوه در ایالات متحده آمریکا است که در کالیفرنیا واقع شده‌است. کوه وینچل ۴٬۲۰۰٫۵ متر بالاتر از سطح دریا واقع شده‌است.